# Parafia Znalezienia Krzyża Świętego w Lipcach Reymontowskich
Parafia Znalezienia Krzyża Świętego w Lipcach Reymontowskich – parafia rzymskokatolicka należąca do dekanatu Skierniewice-św. Jakuba diecezji łowickiej. Erygowana w XV wieku. Mieści się przy ulicy Reymonta. Duszpasterstwo w niej prowadzą księża diecezjalni.